# فهرست دانشگاه‌ها در بلژیک

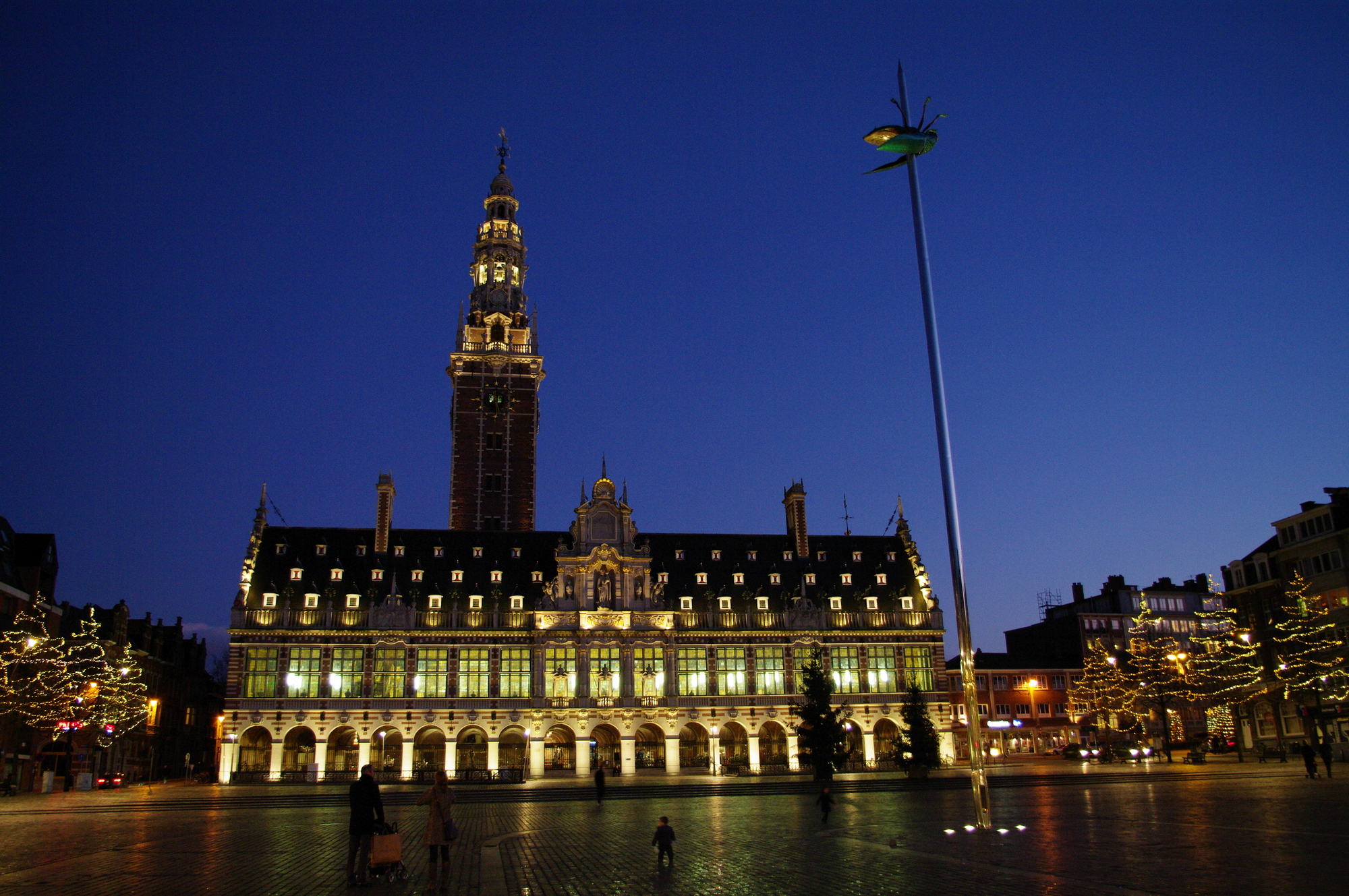

در زیر فهرست دانشگاه‌ها در بلژیک آورده شده است:
- دانشگاه وریج بروکسل، بروکسل
- دانشگاه آزاد بروکسل، بروکسل
- دانشگاه کاتولیک لون، لون
- دانشگاه آنتورپ، آنتورپ
- دانشگاه خنت، خنت

در رتبه‌بندی دانشگاه‌های جهان دو دانشگاه دانشگاه کاتولیک لوون و دانشگاه آزاد بروکسل در فهرست ۲۰۰ برتر دانشگاه جهان قرار دارند.

## رده‌بندی بین‌المللی
| موسسه                                                   | ۲۰۰۴ | ۲۰۰۵ | ۲۰۰۶ | ۲۰۰۷ | ۲۰۰۸ | ۲۰۰۹ | ۲۰۱۰ | ۲۰۱۱ |
| ------------------------------------------------------- | ---- | ---- | ---- | ---- | ---- | ---- | ---- | ---- |
| دانشگاه کاتولیک لون (Katholieke Universiteit Leuven)    | –    | ۹۵   | ۹۶   | ۶۱   | ۷۲   | ۹۲   | –    | –    |
| دانشگاه کاتولیک لوون (Université catholique de Louvain) | ۵۳   | ۸۸   | ۷۶   | ۱۲۳  | ۱۱۶  | ۱۲۶  | –    | –    |
| دانشگاه خنت (Universiteit Gent)                         | –    | ۲۱۸  | ۱۴۱  | ۱۲۴  | ۱۳۶  | ۱۳۶  | –    | –    |
| دانشگاه آنتورپ (Universiteit Antwerpen)                 | –    | ۲۳۵  | ۲۵۲  | ۱۸۷  | ۱۹۵  | ۱۷۷  | –    | –    |
| دانشگاه آزاد بروکسل (Université libre de Bruxelles)     | ۵۴   | ۷۶   | ۱۶۵  | ۱۵۴  | ۱۸۳  | ۱۹۱  | –    | –    |
| دانشگاه وریج بروکسل (Vrije Universiteit Brussel)        | –    | ۲۵۸  | ۱۳۳  | ۲۲۹  | ۲۱۴  | ۲۲۷  | ۲۳۸  | ۲۰۴  |
| دانشگاه لیژ (Université de Liège)                       | –    | ۲۹۶  | ۲۰۱  | ۲۶۲  | ۲۷۱  | ۲۹۱  | –    | –    |